# Art rock
Pour les articles homonymes, voir Art rock (homonymie).
Genres dérivés
Glam rock, post-punk, new wave, rock gothique, post-rock
L'art rock est un sous-genre du rock ayant émergé à la fin des années 1960 inspiré de l'art music (Musique savante en anglais) (avant-gardiste et classique). Le premier usage du terme, selon le Merriam-Webster Online Dictionary, date de 1968. L'art rock est une forme musicale qui « tentait d'aller au-delà des limites du rock and roll », et qui opte pour une approche expérimentale et conceptuelle. L'art rock s'inspire de nombreux genres, notamment de la musique classique et du rock expérimental, des musiques psychédéliques, avant-gardistes, folk, de la pop baroque, et, par la suite, du jazz.
Du fait de son influence sur le classique et de sa nature expérimentale, l'art rock est souvent utilisé comme terme pour qualifier le rock progressif, ; néanmoins, il existe des différences entre les genres, le progressif se concentrant plus sur la symphonie et la mélodie, tandis que le premier se centre sur l'avant-garde. L'art rock, comme terme, peut également désigner du rock inspiré par le classique, ou une fusion rock-folk ce qui en fait un genre éclectique. L'art rock se compose traditionnellement d'albums concept et de thèmes lyriques « imaginatifs », philosophiques et politiques.

## Relations avec le rock progressif et expérimental

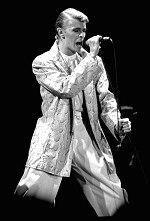
David Bowie, sur scène en 1978.

Le concept de l'art rock est souvent utilisé pour décrire les groupes de rock progressif popularisés dans les années 1970. AllMusic explique que « le rock progressif et l'art rock sont des termes presque interchangeables décrivant la tentative des Britanniques d'amener la musique rock vers une nouvelle crédibilité artistique. » Ce dernier est décrit par AllMusic comme « inhabituel et bruyant. »
L'American Popular Music de Larry Starr et Christopher Waterman le définit comme « une forme de rock mêlant des éléments de rock et de musique classique européenne. Il dénombre des groupes comme King Crimson ; Emerson, Lake and Palmer ; et Pink Floyd. » Bruce Eder explique dans son essai The Early History of Art-Rock/Prog Rock que « le rock progressif, souvent appelé 'art rock' ou 'rock classique » est une musique dans laquelle « les groupes jouent avec un costume, et non d'un instrument ; empruntent des riffs de Bach, Beethoven, et de Wagner plutôt que ceux de Chuck Berry et Bo Diddley ; et usent d'un langage plus proche de William Blake ou T. S. Eliot que de Carl Perkins ou Willie Dixon. »

## Histoire

### Années 1960 et 1970
La première personnalité d'art rock est le producteur et auteur-interprète Phil Spector. Selon le biographe Richard Williams : « [Spector] a lancé un nouveau concept : le producteur à la fois créateur, du début à la fin. Il contrôle tout, il choisit les musiciens, écrit ou choisit les instruments, supervise l'arrangement, dit aux chanteurs ce qu'ils doivent chanter, s'occupe de toutes les phases d'enregistrement avec précision, et fait paraître le résultat sous son propre label. » Spector transforme l'art musical du rock en un art qui existe uniquement lors des procédés d'enregistrement, ce qui « tracera le chemin de l'art rock. » Stylistiquement similaire, l'album concept des Beach Boys Pet Sounds (1966) lance également le genre grâce à leurs ambitions artistiques,,. En 1971, le magazine Cue explique que « l'année qui a suivi Pet Sounds, les Beach Boys faisaient partie de l'avant-garde dans pratiquement tous les aspects de la contre-culture – psychédélique, art rock, un retour aux racines, écologie, chaîne alimentaire, son. »
AllMusic explique que les musiciens de la première vague de l'art rock se sont inspirés de l'album Sgt. Pepper's Lonely Hearts Club Band (1967) des Beatles et, pensant que le rock évoluerait artistiquement, ont incorporé des éléments de musique classique et européenne au genre. Le critique musical George Graham, lui, explique que « …cette soi-disant scène art rock s'est lancée dans les années 1960… quand de nombreux musiciens essayaient d'aller au-delà des limites du rock. » Il explique que l'art rock « s'est inspiré des arrangements classiques et de la production élaborée de la période Sgt. Peppers (1967) des Beatles » et pense que « le style s'est popularisé dans les années 1970 grâce à Yes, et Emerson, Lake & Palmer, et plus tard Genesis. » Cependant, Graham note que l'art rock « a rapidement décliné lorsque le punk rock et le rock alternatif ont été lancés à la fin de la décennie, exactement en réponse à la sophistication, et dans certains cas, dans un contexte de grandeur, et de productions rock élaborées. » Graham affirme que depuis les années 1970, « l'art rock est resté en marge et est devenu l'un des quelques styles vénérables… qui attire un petit nombre de fans, et qui vit grâce à un mélange d'anciens musiciens et d'une nouvelle génération d'artistes. »

### Années 1980 et 1990
Kate Bush et Laurie Anderson sont décrites comme des art rockers et catégorisés sous plusieurs genres musicaux à cette période,,,. A New York; le groupe Love Child mêle rock progressif, no wave et post punk, et s'inspire de Moondog.

### Années 2000 et 2010
Dans les années 2000, les membres du groupe britannique Radiohead abandonnent leur approche traditionnelle de rock alternatif pour un son expérimental mêlant musique électronique et musique classique, entre autres. En 2004, la phrase « art rock » est utilisée par les rédacteurs britanniques sur des sites comme NME pour décrire les nouveaux groupes quasiment « indé » inspirés des chansons des années 1970 et 1980 de musiciens comme David Bowie, David Byrne, Tom Verlaine, Peter Gabriel, Kate Bush, et Brian Eno.